# I. Amenhotep
I. Amenhotep (uralkodói nevén Dzseszerkaré; i. e. 1534 körül, ur.: kb. i. e. 1525 – i. e. 1504) az ókori egyiptomi XVIII. dinasztia második fáraója. A hükszósz megszállókat kiűző I. Jahmesz fia volt, valószínűleg gyermekként került a trónra. Apja tevékenységét folytatta: befejezte Jahmesz építkezéseit, megszilárdította az egyiptomi fennhatóságot Alsó-Núbiában. Gyermektelenül halt meg, I. Thotmeszt jelölte ki örököséül, aki feltehetőleg a húgának a férje volt. Halála után Amenhotepet és anyját, Ahmesz-Nofertarit istenként tisztelték.

## Származása és trónra lépése
I. Jahmesz fáraó és Ahmesz-Nofertari királyné gyermekeként született. Nem ő volt a legidősebb fiú; öt évvel trónra lépése előtt még bátyja volt a kijelölt trónörökös, ő azonban korán meghalt. Úgy tűnik, még gyermek volt, amikor trónra került, és anyja segíthette a kormányzásban.
Apja volt az, akinek hosszú háborúskodás után végül sikerült kiűzni Egyiptomból a hükszósz megszállókat. Amenhotep így már uralkodása elejétől kezdve ténylegesen uralkodott mind Alsó-, mind Felső-Egyiptom felett.
Amenhotep felesége nagy valószínűséggel testvére, Ahmesz-Meritamon volt, bár erre minden kétséget kizáró bizonyítékot még nem sikerült találni. Egy további lehetséges felesége Ahhotep, akinek azonban létezése vitatott. Lehetséges, hogy volt egy Amenemhat nevű fia, aki azonban gyermekként meghalt.

## Uralkodása
Több jel is arra mutat, Amenhotep pár évig társuralkodó volt apja mellett. Az egyik jel az, hogy Ahmesz-Nofertarit már férje 22. uralkodási évében a király anyjaként említik, tehát fia már uralkodó lehetett. A másik, hogy Amenhotep – karnaki reliefjei alapján – megünnepelte szed-ünnepét, vagy legalábbis előkészületeket tett rá, erre az ünnepre pedig hagyományosan a fáraó 30. évében került sor, aminek Amenhotep csak akkor juthatott a közelébe, ha hozzászámolta társuralkodóként töltött éveit is.

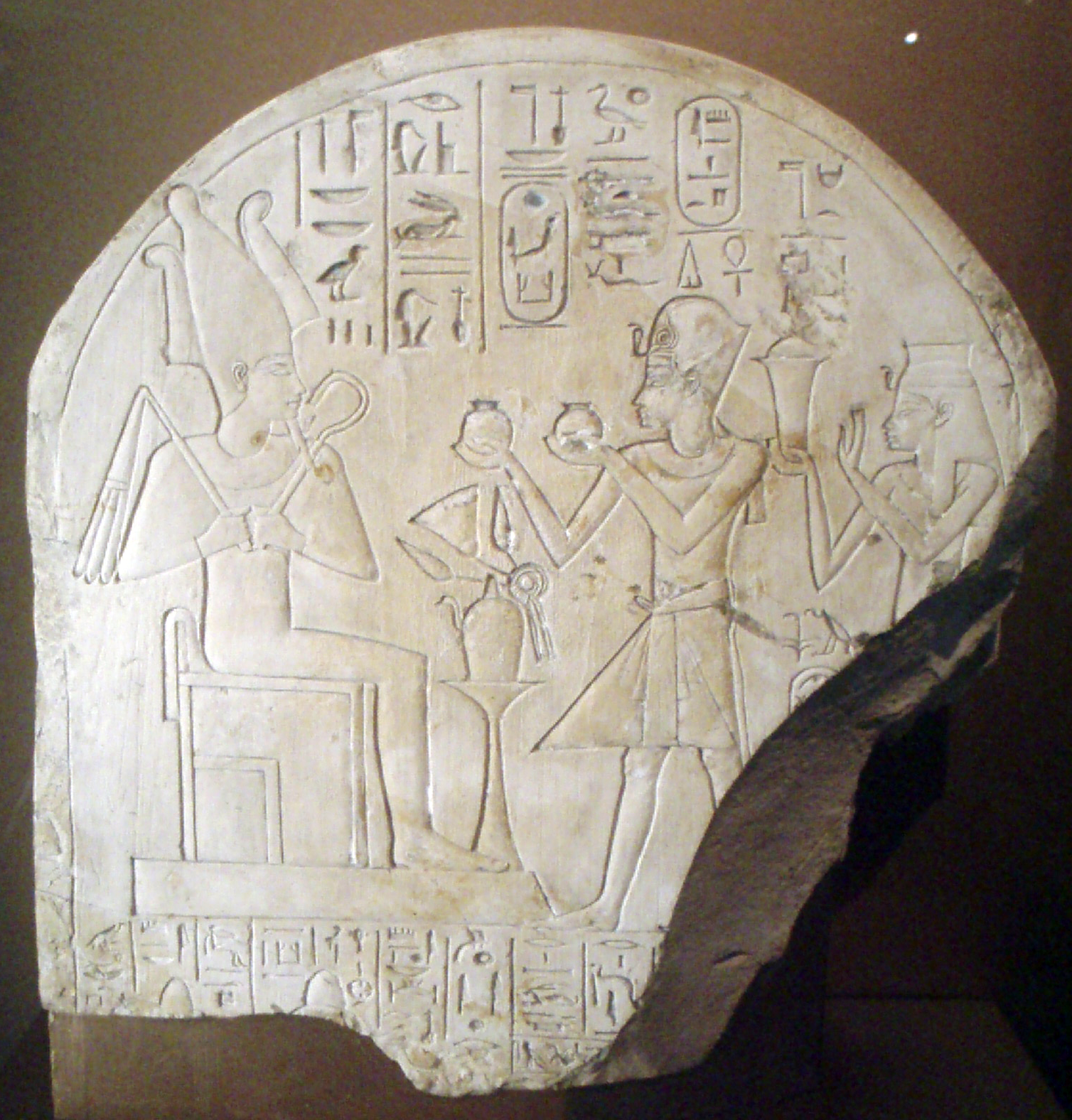
Amenhotep és anyja Ozirisz előtt

Trónra lépésének ideje elég jól megállapítható, és hozzá viszonyítva több más fáraóé is. Uralkodása alatt íródott az ún. Ebers-papirusz, melyben rögzítik, hogy a Szíriusz heliakus kelése a 9. évben semu évszak 3. hava 9. napjára esett. Ez csak minden 1461. évben esett ugyanarra a napra, így abból, hogy I. Amenhotep 9. évében mikorra esett, kikövetkeztethető a fáraó trónra lépésének éve. Némi bizonytalanságra ad okot, hogy nem tudni, hol figyelték meg a csillag felkelését – ha Memphiszben, akkor az i. e. 1537. évben történhetett, amiből következik, hogy a fáraó i. e. 1546-ban lépett trónra, de ha Thébában, akkor húsz évvel később, i. e. 1517-ben figyelhették meg a csillagot ezen a napon, így a fáraó i. e. 1526-ban lépett trónra. Mivel Théba volt a jelentősebb város ebben az időben, feltételezik, hogy az utóbbi dátum a helyes.
Manethón szerint 20 év 7 hónapig vagy 21 évig uralkodott. Bár a legmagasabb uralkodási éve, ami fennmaradt, a 10., az udvari csillagász, Amenemhat sírja Manethón adatát erősíti meg, a csillagász ugyanis azt írja egy feliratán, hogy 21 évig szolgált Amenhotep alatt.

### Hadjáratai
Amenhotep folytatta apja núbiai hadjáratait. Két uralkodói neve, a Hórusz-név („A bika, ki uralma alá hajtja az országokat”) és a Két úrnő-név („Aki nagy félelmet kelt”) arra utalhatott, hogy meg akarta hódítani a környező népeket.
A 8. uralkodási év körül sikeres hadjáratra került sor a 2. kataraktától délre, hogy kibővítse Egyiptom határait. Feltehetőleg ezt a hadjáratot említi sírjában a kor két híres katonája, Jahmesz, Abana fia és Jahmesz Pennehbet. Az aranybányái miatt fontos Núbia egyiptomi uralom alatt tartása nagy anyagi hasznot hozott és lendületet adott Egyiptom gazdaságának. Szai szigeténél templomot építtetett, ami annak jele, hogy az egyiptomi fennhatóság már a 2. kataraktától délre is megszilárdult.
Jahmesz Pennehbet sírjának egy felirata említ egy hadjáratot Kehek földjére is. Ezt a helyet nem sikerült beazonosítani, feltételezték, hogy a líbiai keheg törzs területére utal, és a líbiaiak Jahmesz halálát kihasználva beljebb nyomultak a Nílus-deltába. Mint azonban kiderült, a kehegek csak később telepedtek meg ezen a környéken. Lehetséges, hogy Kehek földje is Núbiát jelenti.
A második átmeneti korban Egyiptom elveszítette a nyugati sivatagot és oázisait. Nem tudni pontosan, mikor sikerült visszafoglalni őket, de nem történhetett I. Amenhotep idejénél később, mivel uralkodása alatt említik egy sztélén „az oázisok kormányzója” címet.
Nincs feljegyzés Szíriába vagy Palesztinába vezetett hadjáratról, de I. Amenhotep utóda, I. Thotmesz, mikor hadjáratot vezetett az Eufráteszig, nem ütközött ellenségbe. Amennyiben Thotmesz nem vezetett korábban hadjáratot ide, úgy valószínűleg elődje tette. Talán erre utal két feljegyzés: Amenhotep feltételezett sírjában említik Kedmi városát, amely valahol Kánaánban vagy a Jordánon túl lehet, Amenemhat sírjában pedig ellenséges hangnemben említik Mitannit. Ezek a feljegyzések azonban nem feltétlenül utalnak hadjáratra, és nem is biztos, hogy I. Amenhotep uralkodása alatt készültek; Amenhotep sírját nem tudták teljes bizonyossággal azonosítani, Amenemhat pedig több olyan királyt is szolgált, akikről tudni, hogy megtámadták Mitannit.

### Építkezései
A fáraó uralkodásának egy jelentős része békében telt, ami kedvezett az építkezéseknek. Deltabéli építkezésekről nem maradt fenn bizonyíték, a központi helyet a fáraó figyelmében minden kétséget kizárólag Théba foglalta el, melynek istene, Ámon Egyiptom legfőbb istenévé vált. Az ő tiszteletére épülő karnaki templom évszázadokon át épült.

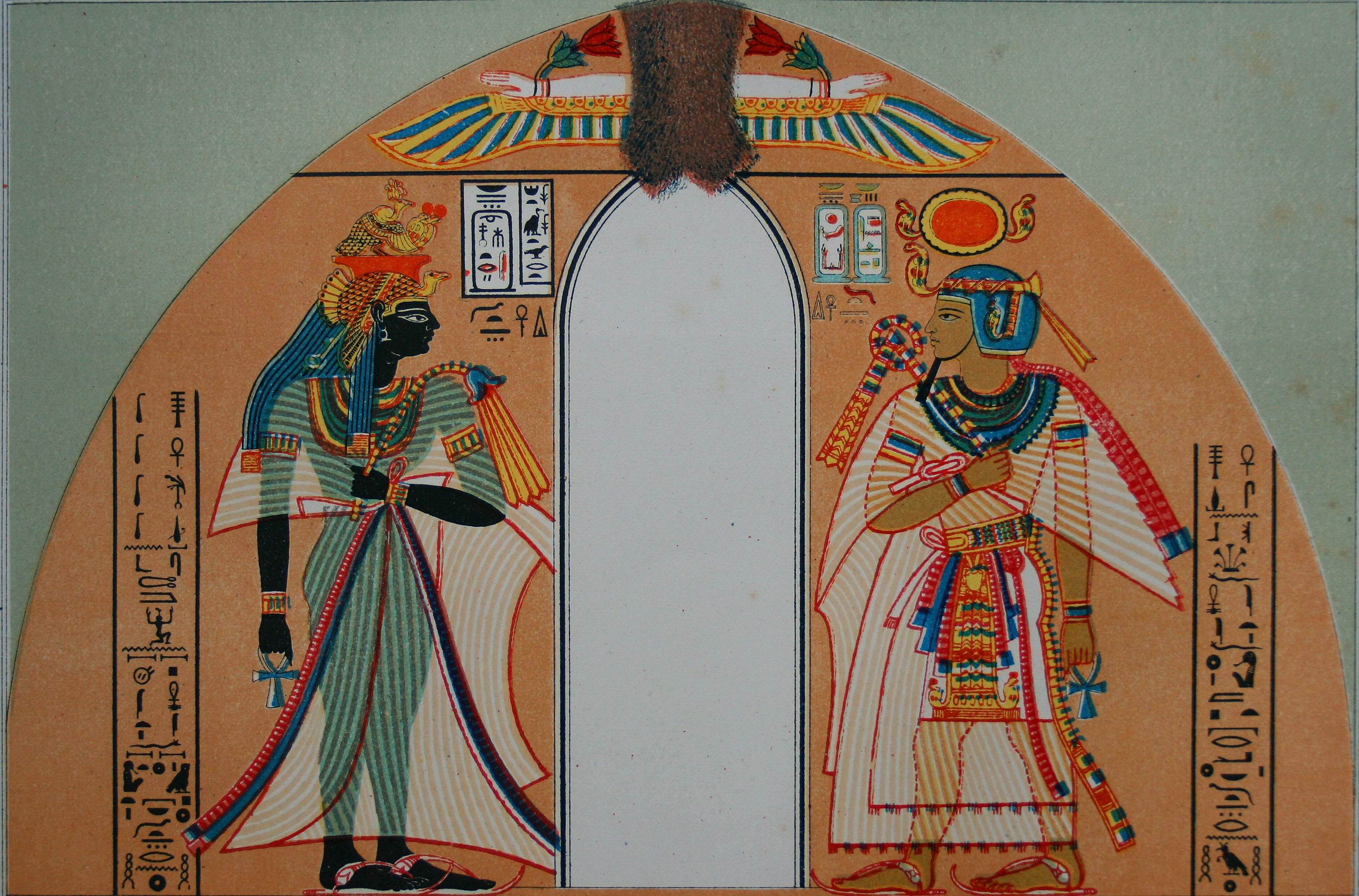
Amenhotep (jobbra) és anyja, Ahmesz-Nofertari egy sztélén

Amenhotep karnaki építkezései közt megemlítendő az egykori déli főbejárat, egy 20 könyök szélességű mészkőkapu, melynek helyén ma a 7. pülón áll, valamint egy kápolnák tagolta kőfal. A kápolnákban többek közt Amenhotepet és Ahmesz-Nofertarit ábrázolták, amint Ámonnak áldoznak. Ezeket a mészkőkápolnákat később III. Thotmesz elbontotta, majd homokkőből újraépíttette. A déli főbejáratot Amenhotep szed-ünnepének jelenetei díszítették. A főépítész, Ineni – aki több későbbi fáraó alatt is szolgált – említi sírja feliratain a 20 könyök szélességű kaput. Ő felügyelte az alabástromszentély, valamint I. Szenuszert fehér kápolnájának másolata építését is. Ezeket később III. Amenhotep lebontatta, hogy az építőanyagot felhasználhassa a 3. pülónhoz, melyet ő építtetett – de a pülónból kibontott kápolnát sikerült rekonstruálni.
Amenhotep uralkodása alatt jött létre a Királyok völgye sírjainak építkezésén dolgozó munkások faluja, melyet ma Dejr el-Medina néven ismernek. Amenhotepet és anyját az újbirodalom idején a település patrónusainak tartották és istenként tisztelték.
Amenhotep a karnaki építkezésekhez homokkőbányát nyittatott, ezenkívül megkezdte az alabástromkitermelést, és a Sínai-félsziget türkizbányáit is megnyittatta. A Sínai-félszigeten rendbehozatta és megnagyobbíttatta Hathor középbirodalmi kápolnáját Szerabit el-Khadimnál.

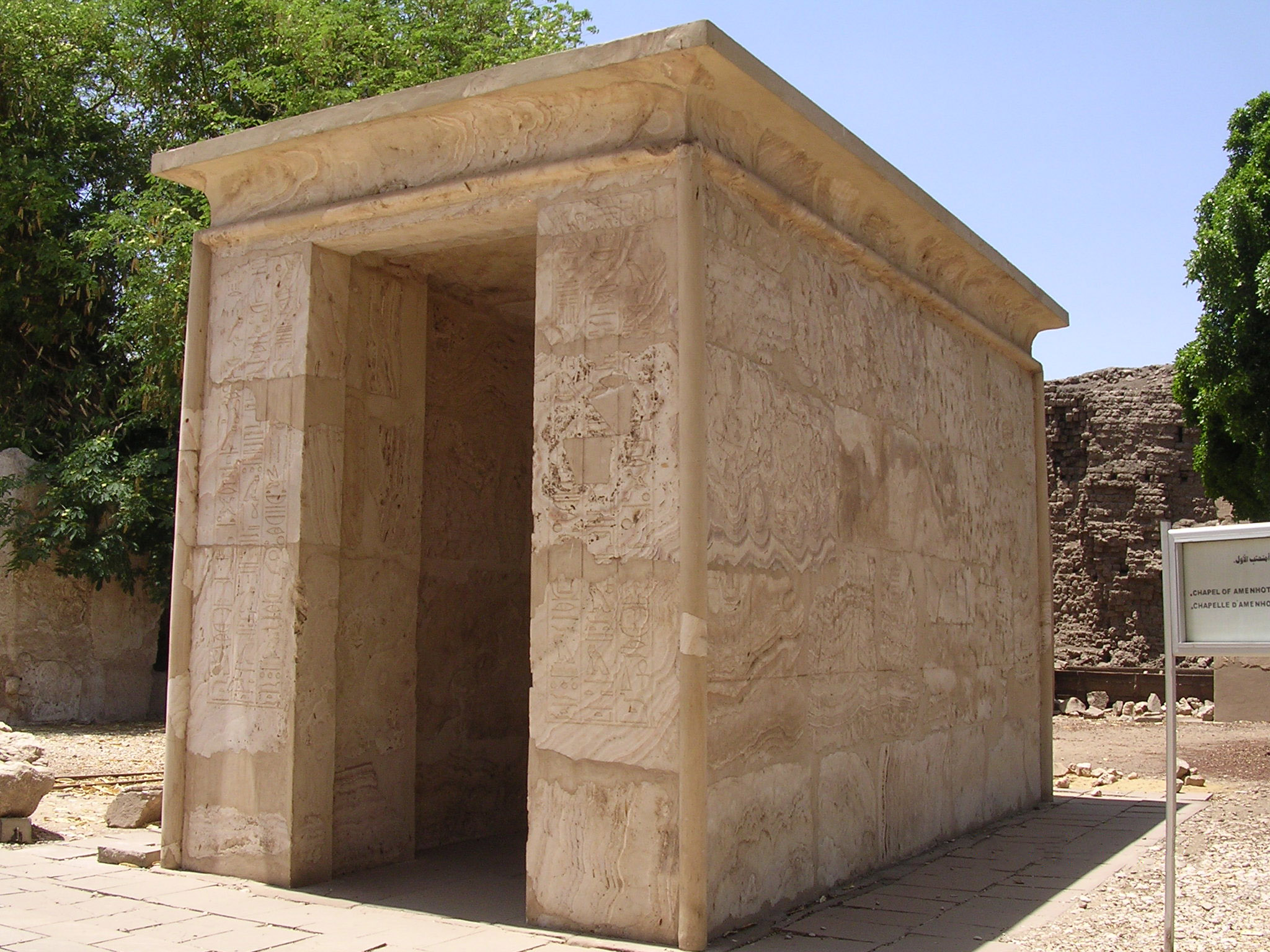
I. Amenhotep alabástrom kápolnája a karnaki templom szabadtéri múzeumában.

A fáraó ezenkívül építkezett Abüdoszban is, akárcsak apja, Dirá Abu'l Nagától délre pedig kis halotti temploma állt; így ő lehetett az első újbirodalmi fáraó, akinek halotti temploma máshol épült, mint sírja. Ebben a későbbi fáraók követték példáját.
Több szobra és domborműve a középbirodalmi stílust utánozza, és annyira hasonlóak I. Szenuszert szobraihoz, hogy gyakran a régészeknek is nehéz megkülönböztetni őket.

### Kultúra
Amenhotep udvari csillagásza, Amenemhet állítja egy feliraton a sírjában, hogy ő találta fel a vízórát.
Az Amenhotep uralkodása alatt íródott Ebers-papirusz a legfontosabb történeti dokumentum az ókori Egyiptom orvostudományát illetően. Szintén ezen a papiruszon maradt fenn egy naptár ünnepnapokkal, mely arra utalhat, I. Amenhotep megpróbálhatta átdolgozni a korábbi naptárakat. Ebben az időben nyerhette el végső formáját az Amduat könyve, mert I. Thotmesz sírjában már megjelenik.

## Sírja és múmiája

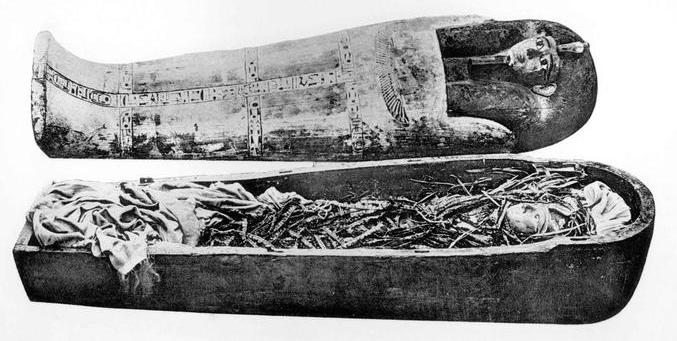
Amenhotep múmiája

Nem tudni pontosan, hol temethették el Amenhotepet eredetileg. Két lehetséges sírhely merült fel: a Dira Abu'l-Naga-i AN B jelű sír, valamint a Királyok völgyében a KV39. Az előbbi valószínűbb, mivel találtak itt Amenhotep és családtagjai nevével díszített tárgyakat; a KV39 valószínűleg inkább ideiglenes raktárként szolgálhatott a később a DB320-ba temetett múmiák számára. Fennmaradt egy feljegyzés IX. Ramszesz korából, miszernt Amenhotep sírja abban az időben háborítatlan volt.
1881-ben több más királyi múmiával együtt a Deir el-Bahari-i rejtekhelyen találtak rá Amenhotep múmiájára, melyben nem tettek kárt sírrablók. Mivel nagyon szépen megmaradt eredeti múmiamaszkja és bepólyált állapota, ez az egyetlen királyi múmia, melyet nem bontottak ki. Ma a kairói Egyiptomi Múzeumban található.
Múmiájáról 2022-ben digitális felvétel készítettek. Eszerint a 169 cm magas fáraó kb. 35 éves volt halálakor. Halálának okára utaló betegség nyomát nem találták a testen.

## Kultusza
Amellett, hogy Deir el-Medina védőistene volt, három formában is imádták: „a város Amenhotepje”, „Amenhotep, Ámon kedveltje” és „a templomudvar Amenhotepje”. Jóslatokat adó istenként volt ismert. Több ünnepet is tartottak tiszteletére: az első hónapban volt Amenhotep megjelenésének ünnepe a munkások falujában (valószínűleg ekkor vitték szobrát Deir el-Medinába), volt egy ünnepe a negyedik hónap harmincadik napján, valamint kettő a hetedik hónapban. Ezek közül az első valószínűleg halála évfordulója volt, a második pedig „a város ura, Amenhotep király nagy ünnepe” volt, ami négy napig tartott, és később erről kapta a nevét Phamenóth hava az ókori egyiptomi naptárban. Ünnepet rendeztek továbbá Amenhotep tiszteletére a 9. hónap 27. napján illetve a 11. hónap 11. és 13. napja közt, amikor feltehetőleg trónra lépésének évfordulóját ünnepelték.
Amenhotepet és anyját gyakran a termékenységet – és így az újjászületést – jelképező fekete, esetleg kék arcszínnel ábrázolják. Feltehetőleg azért váltak ilyen fontossá, mert a nép emlékezetében alakjuk egybekapcsolódott az Újbirodalom kezdetével.

## Titulatúra
A fáraók titulatúrájának magyarázatát és történetét lásd az Ötelemű titulatúra szócikkben.
| G5 |

| G5 |

| E1 | G43 | D36 · I9 | N17 · N17 · N17 |

| E1 | G43 | D36 · I9 | N17 · N17 · N17 |

| E1 | G43 | D36 · I9 | N17 · N17 · N17 |

| E1 | G43 | D36 · I9 | N17 · N17 · N17 |

| G5 |

| G5 |

| E1 | G43 | D36 · I9 | N17 · N17 · N17 |

| E1 | G43 | D36 · I9 | N17 · N17 · N17 |

| E1 | G43 | D36 · I9 | N17 · N17 · N17 |

| E1 | G43 | D36 · I9 | N17 · N17 · N17 |

| G16 |

| G16 |

| O29 · n · r | H4 | G43 |

| O29 · n · r | H4 | G43 |

| G16 |

| G16 |

| O29 · n · r | H4 | G43 |

| O29 · n · r | H4 | G43 |

| G8 |

| G8 |

| V29 | M4 | M4 | M4 |

| V29 | M4 | M4 | M4 |

| G8 |

| G8 |

| V29 | M4 | M4 | M4 |

| V29 | M4 | M4 | M4 |

| M23 | L2 |

| M23 | L2 |

| N5 | D45 | D28 |

| N5 | D45 | D28 |

| N5 | D45 | D28 |

| N5 | D45 | D28 |

| N5 | D45 | D28 |

| N5 | D45 | D28 |

| N5 | D45 | D28 |

| N5 | D45 | D28 |

| M23 | L2 |

| M23 | L2 |

| N5 | D45 | D28 |

| N5 | D45 | D28 |

| N5 | D45 | D28 |

| N5 | D45 | D28 |

| N5 | D45 | D28 |

| N5 | D45 | D28 |

| N5 | D45 | D28 |

| N5 | D45 | D28 |

| G39 | N5 | \| \| |
|     |    |       |

|  |

| G39 | N5 | \| \| |
|     |    |       |

|  |

| i | mn · n | R4 · t · p |

| i | mn · n | R4 · t · p |

| i | mn · n | R4 · t · p |

| i | mn · n | R4 · t · p |

| i | mn · n | R4 · t · p |

| i | mn · n | R4 · t · p |

| i | mn · n | R4 · t · p |

| i | mn · n | R4 · t · p |

| G39 | N5 | \| \| |
|     |    |       |

|  |

| G39 | N5 | \| \| |
|     |    |       |

|  |

| i | mn · n | R4 · t · p |

| i | mn · n | R4 · t · p |

| i | mn · n | R4 · t · p |

| i | mn · n | R4 · t · p |

| i | mn · n | R4 · t · p |

| i | mn · n | R4 · t · p |

| i | mn · n | R4 · t · p |

| i | mn · n | R4 · t · p |

## Külső hivatkozások
- Jimmy Dunn: Amenhotep I.
- Mark Andrews: KV39, The Tomb of Amenhotep I?